# Imai Masataka
Imai Masataka (sinh ngày 2 tháng 4 năm 1959) là một cựu cầu thủ và huấn luyện viên bóng đá người Nhật Bản. Ông từng dẫn dắt Đội tuyển bóng đá quốc gia Philippines từ 2001, Đội tuyển bóng đá quốc gia Ma Cao từ 2003-2004.